# Xã Washington, Quận Jackson, Indiana
Xã Washington (tiếng Anh: Washington Township) là một xã thuộc quận Jackson, tiểu bang Indiana, Hoa Kỳ. Năm 2010, dân số của xã này là 1.122 người.